# سيد أمين أشرف
سيد أمين أشرف شاعر وناقد أوردي. حصل على درجة الدكتوراه في الأدب الإنجليزي من جامعة عليكرة الإسلامية، بعد تخرجه خدم في نفس القسم الذي تخرج منه. أنتج أشرف ثلاث مجموعات شعرية ومجموعة مهمة من المقالات جمعها في كتاب مستقل. منح العديد من الجوائز الأكاديمية على مختاراته الشعرية، وأشاد العديد النقاد على مقالاته الهامة ودواوينه الشعرية. توفي أشرف في 7 فبراير 2013 في عليكرة إثر اصابته بسكتة قلبية، ودفن بجانب قبر والده بالقرب من ضريح حضرة أشرف جهانجير السمناني في كيشاوشا شريف.

## إنتاجه

### الشعر
- جدي شاب (Jadae Shab)، دار الكتب التعليمية، عليكره، (2000).
- بهار إيجاد (Bahare Ijaad)، دار الكتب التعليمية، عليكره، (2007).
- قفص رانج (Qafase Rang)، دار الكتب التعليمية، عليكره، (2011).

### النثر
- بارغو بار (Bargo Bar)، دار الكتب التعليمية، عليكره، (2011).

### أعمال أخرى
- مختارات نثرية إنجليزية (Selected English Prose)، مستودع كتب سيدي سيد، جاميا الأردية، عليكره.